# Timur Kriachkov
| Asteroides descubiertos: 56 | Asteroides descubiertos: 56 |
| --------------------------- | --------------------------- |
| (6465) Zvezdotchet          | 3 de marzo de 1995          |
| (8561) Sikoruk              | 26 de septiembre de 1995    |
| (8717) Richviktorov         | 26 de septiembre de 1995    |
| (12413) Johnnyweir          | 26 de septiembre de 1995    |
| (12414) Bure                | 26 de septiembre de 1995    |
| (12421) Zhenya              | 16 de octubre de 1995       |
| (14042) Agafonov            | 16 de octubre de 1995       |
| (16711) Ka-Dar              | 26 de septiembre de 1995    |
| (27849) Suyumbika           | 29 de octubre de 1994       |
| (29345) Ivandanilov         | 22 de febrero de 1995       |
| (48631) Hasantufan          | 26 de septiembre de 1995    |
| (216888) Sankovich          | 2 de noviembre de 2008      |
| (237265) Golobokov          | 28 de noviembre de 2008     |
| (246789) Pattinson          | 24 de febrero de 2009       |
| (256697) Nahapetov          | 6 de enero de 2008          |
| (263940) Malyshkina         | 20 de abril de 2009         |
| (264077) Dluzhnevskaya      | 24 de septiembre de 2009    |
| (264150) Dolops             | 10 de noviembre de 2009     |
| (269485) Bisikalo           | 21 de octubre de 2009       |
| (279119) Khamatova          | 19 de julio de 2009         |
| (279226) Demisroussos       | 24 de octubre de 2009       |
| (294595) Shingareva         | 6 de enero de 2008          |
| (296525) Milanovskiy        | 20 de julio de 2009         |
| (296577) Arkhangelsk        | 11 de septiembre de 2009    |
| (296638) Sergeibelov        | 23 de septiembre de 2009    |
| (296753) Mustafamahmoud     | 19 de octubre de 2009       |
| (296819) Artesian           | 17 de noviembre de 2009     |
| (296905) Korochantsev       | 10 de febrero de 2010       |
| (301553) Ninaglebova        | 13 de abril de 2009         |
| (301794) Antoninkapustin    | 12 de junio de 2010         |
| (305287) Olegyankov         | 6 de enero de 2008          |
| (315493) Zimin              | 6 de enero de 2008          |
| (321046) Klushantsev        | 29 de agosto de 2008        |
| (321484) Marsaalam          | 17 de septiembre de 2009    |
| (325436) Khlebov            | 26 de julio de 2009         |
| (328563) Mosplanetarium     | 17 de septiembre de 2009    |
| (346889) Rhiphonos          | 28 de agosto de 2009        |
| (350838) Gorelysheva        | 27 de octubre de 2011       |
| (367633) Shargorodskij      | 11 de noviembre de 2009     |
| (372578) Khromov            | 24 de octubre de 2009       |
| (372626) IGEM               | 12 de noviembre de 2009     |
| (375832) Yurijmedvedev      | 22 de octubre de 2009       |
| (384282) Evgeniyegorov      | 28 de agosto de 2009        |
| (395148) Kurnin             | 10 de febrero de 2010       |
| (400673) Vitapolunina       | 24 de julio de 2009         |
| (406957) Kochetova          | 21 de julio de 2009         |
| (407243) Krapivin           | 21 de noviembre de 2009     |

Timur Valérievich  Kriachkov (en idioma ruso, Тиму́р Вале́рьевич  Крячко́в), nacido en 1970, es un astrónomo aficionado ruso, descubridor de numerosos asteroides desde la Estación Zelenchukskaya, situada en los Montes del Cáucaso.

## Descubrimientos
El Centro de Planetas Menores le acredita cincuenta y seis descubrimientos de asteroides, realizados entre 1994 y 2011, en parte junto con Stanislav Aleksandróvich Korotki.
Comenzó su actividad de observación de cometas y asteroides en 1994, después de haber tenido acceso al astrógrafo de 40 cm de la Universidad Estatal de Kazán.

## Eponimia
- Tiene dedicado al asteroide (269589) Kryachko.[4]